# Campagne de l'île Maurice
Cinquième Coalition
Batailles
Campagne d'Allemagne et d'Autriche
- Sacile
- Teugen-Hausen
- Raszyn
- Abensberg
- Landshut
- Eckmühl
- Ratisbonne
- Neumarkt
- Radzymin (en)
- Caldiero
- Dalmatie
- Ebersberg
- Piave
- Malborghetto
- Linz (en)
- Essling
- Sankt Michael
- Stralsund
- Raab
- Gratz
- Wagram
- Korneuburg
- Stockerau
- Gefrees (en)
- Hollabrunn
- Schöngrabern (en)
- Znaïm
- Ölper

Batailles navales
- Martinique
- Sables-d'Olonne
- Île d'Aix
- Walcheren
- Lissa
- Pelagosa

Campagne de l'île Maurice
- Sainte-Rose
- Saint-Paul
- Île Bonaparte
- Grand Port
- Île de France
- Tamatave

Campagne d'Espagne
Rébellion du Tyrol
La campagne de l'île Maurice est une série d'opérations amphibies et navales menées par la Royal Navy contre les possessions de l'Empire français dans l'océan Indien, visant plus particulièrement l'archipel des Mascareignes, à savoir Maurice (dénommée à l'époque « île de France »), La Réunion (« île Bonaparte ») et Rodrigues. Cette campagne se solde par une victoire britannique incontestable, l'archipel étant entièrement conquis par leurs forces. Elle prend place durant les guerres napoléoniennes contre la Cinquième Coalition, entre l'été 1809 et l'été 1811.
Après avoir conquis la ville néerlandaise du Cap en 1806, et l'île de Java fin 1807, les forces britanniques cherchent à mettre fin à la présence française dans l'océan qui sépare l'Afrique et les Indes britanniques. Les croisières du capitaine Hamelin, qui désorganisent en 1808 le commerce de la Compagnie des Indes, forcent la Royal Navy, par l'intermédiaire du vice admiral Abermale Bertie, à déclencher la campagne plus tôt que prévu. L'amiral charge Josias Rowley (qu'il fait commodore) de faire le blocus des îles françaises, et d'empêcher leurs navires de continuer le harcèlement de la flotte des Indes.
Dès le mois de mai 1809, les opérations commencent ; la prise de Rodrigues est rapide, et le confinement des Français dans les îles restantes est fait peu à peu. Bientôt, l'île Bonaparte tombe également, mais la grave défaite de Grand-Port, importante et unique victoire navale d'envergure des Français, oblige le reste des forces de la Royal Navy à passer à la défensive à l'automne. Les Britanniques parviennent enfin à capturer Hamelin et faire tomber l'île de France (qu'ils rebaptiseront Maurice) dans leur escarcelle. Grâce à l'efficacité du blocus ennemi, les renforts français n'arriveront qu'après l'invasion de l'archipel, et seront pris à partie sur le chemin du retour à Madagascar par des navires britanniques. La mainmise de la Royal Navy sur cette partie de l'océan Indien est désormais totale. Après le traité de Paris signant la fin du Premier Empire, l'île Bonaparte est rétrocédée à la France, et redevient l'île Bourbon.

## Contexte

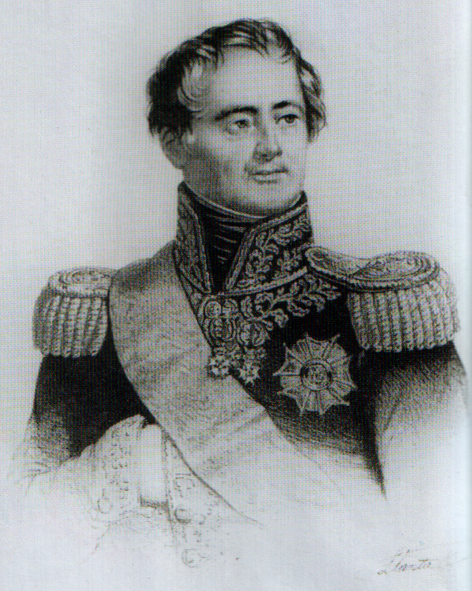
Le général Decaen.

L'Océan Indien est depuis le XVIIIe siècle un espace de commerce fondamental pour l'empire britannique. Les navires marchands venus de Chine, d'Arabie ou d'Afrique de l'Est le parcourent sans cesse, et le sous-continent indien est la base des Indiamen qui transportent chaque année des millions de livres de marchandises vers le Royaume-Uni. Le commerce avec les Indes est vital pour la stabilité économique britannique, et la protection des routes commerciales à travers l'océan indien est par conséquent une des priorités essentielles de la Royal Navy, sous la menace des raids français. Le début des guerres napoléoniennes en 1803, après le bref intermède de la Paix d'Amiens qui avait mis fin aux guerres de la Révolution française, place ces routes sous la pression des navires de guerre bataves puis hollandais, opérant depuis Le Cap en colonie sud-africaine, ou depuis les Indes orientales néerlandaises ; les navires français sont basés eux dans les Mascareignes : l'Île de France et l'île de La Réunion (rebaptisée en 1806 « Île Bonaparte »). En 1808, toutefois, les colonies hollandaises ont été neutralisées par l'armée britannique dans une série de campagnes militaires brèves mais triomphales : Le Cap en janvier 1806 par le capitaine Popham, et l'île de Java par Sir Edward Pellew, qui met un terme à sa campagne javanaise en décembre 1807. Restent les bases insulaires françaises, fortement fortifiées et garnies de soldats de métier ; situées à plusieurs mois de navigation du plus proche port britannique, elles sont un obstacle beaucoup plus considérable pour les très limitées forces du Royaume-Uni dans cette région.
Du côté des Français, Charles Decaen, capitaine général des établissements français en Inde et gouverneur de l'île de France, a tenté en 1805 puis en 1807 de mettre en place une invasion des Indes britanniques, ; la campagne de 1807-1808 était préparée en comptant sur un appui russe. Toutefois, le soulèvement général prévu est un échec, et le début de la guerre d'Espagne détourne l'empereur Napoléon Ier de la route des Indes. La menace est toutefois prise au sérieux par le gouverneur-général des Indes, Elliot, qui estime que le danger ne peut être écarté que grâce à la prise de l'île. De son côté, faute de troupes en nombre suffisant (il ne dispose alors que de 1 500 soldats et de milices peu fiables), Decaen se contente d'une guerre de course.
Au début de la guerre, comme durant le conflit précédent, des corsaires français sont donc à l'œuvre depuis ces îles - notamment une escadre de petits vaisseaux conduits par Robert Surcouf. Ces bateaux sont épaulés par des navires de la Marine impériale, particulièrement la récente frégate de 18 Piémontaise (construite en 1804, capturée par trois Indiamen en mars 1808), et ses aînées la frégate de 12 Sémillante (1792) et la frégate de 18 Canonnière (1794). Ces navires opèrent indépendamment les uns des autres, et obtiennent des succès mineurs contre les vaisseaux de guerre de la Navy et les bateaux marchands, mais ils ne sont pas assez puissants pour désorganiser durablement la route maritime des Indes. En août 1808, la Sémillante et la Canonnière sont déclassées en navires de transport armés et renvoyées en France. Pour les remplacer, Decaen est obligé de réquisitionner tout navire disponible (notamment le Revenant, brick corsaire de Surcouf, qui de son côté accepte de ramener la Sémillante, renommée Charles, en France). Mais quatre nouvelles frégates partent de métropole à l'automne 1808, sous le commandement du capitaine de vaisseau Jacques Hamelin, en direction des Mascareignes. Ces nouveaux vaisseaux, la Vénus (1808), la Manche (1806), la Caroline (1806) et la Bellone (1807), sont toutes quatre des frégates lourdes de 40 canons, chargées de bouleverser le commerce de l'océan Indien. Arrivées à l'île de France au printemps 1809, elles ont accès à un grand nombre d'hommes d'équipage désœuvrés, et de nombreux points de mouillage desquels elles peuvent lancer des coups de main sur les navires de commerce. Une cinquième frégate, la Niémen, part les rejoindre au printemps 1809, mais elle est capturée dans le golfe de Gascogne peu après avoir quitté la France.
Pour contrecarrer l'avantage naval que les Français vont obtenir, le vice admiral Bertie, commandant de la base navale du Cap, réunit une petite escadre dont il donne le commandement au commodore Josias Rowley, avec ordre de faire le blocus de l'île de France et de l'île Bonaparte, et de détruire tout navire français agissant depuis ces îles. L'escadre est composée du vieux navire de ligne HMS Raisonnable (1768, 64 canons), du moins démodé HMS Leopard (1790, 50 canons), des frégates légères HMS Néréide (1779, capturée aux Français en 1797), HMS Sirius (1797) et HMS Boadicea (1797), et de quelques navires plus petits. Les deux flottes atteignent l'océan Indien à l'été 1809.

## Campagne

### Premières attaques

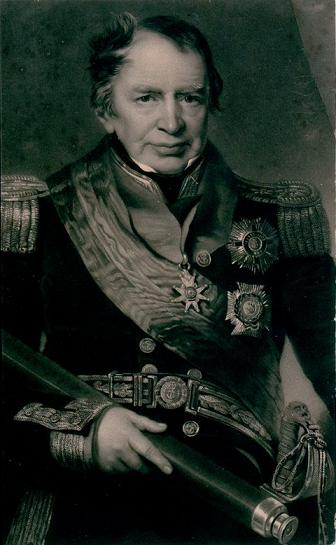
Le commodore Rowley (1830).

Les forces de Hamelin sont immédiatement à pied d'œuvre : la Caroline attaque un convoi d'Indiamen sur le chemin du retour vers le Royaume-Uni le 31 mai 1809, dans le golfe du Bengale, et en capture deux : le Streatham et l’Europe. Elle s'empare de plusieurs navires plus petits avant de retourner à l'île Bonaparte en août. Hamelin sillonne également le golfe du Bengale durant l'été et l'automne de cette année, la Vénus étant accompagnée de la Manche et de la corvette Créole. Le 26 juillet, la Vénus se saisit du navire de guerre HEIC Orient aux îles Andaman-et-Nicobar.
De son côté, la flotte de Rowley n'est pas inactive : la Néréide du capitaine Robert Corbet fait main basse sur un bon nombre de petits bateaux dans l'anse de Port Napoléon, dont le brick Aigle, qui est envoyé au Cap ; toutefois son équipage de prise se mutine, tue son officier commandant et ramène le bateau à l'île Bonaparte. Le brick HMS Otter du capitaine Willoughby lance une attaque du côté de Rivière Noire le 14 août, capturant un caboteur (qu'il abandonnera plus tard) sous le feu ennemi ; Willoughby recapture également l’Aigle peu de temps après. Quant à Rowley, il chasse la Bellone (commandée par le capitaine de vaisseau Guy-Victor Duperré) à bord du Raisonnable, dès que la frégate française sort de Port Napoléon le 17 août, mais ne peut s'en emparer. Pendant ce temps, la prise de l'île de Rodrigues, la plus petite des Mascareignes, est effectuée par un détachement militaire venu des Indes et commandé par le lieutenant-colonel Henry Keating. Cette petite prise permet aux Britanniques d'établir une base de repli pour l'escadre de blocus, et une base avancée pour préparer l'invasion des autres îles.

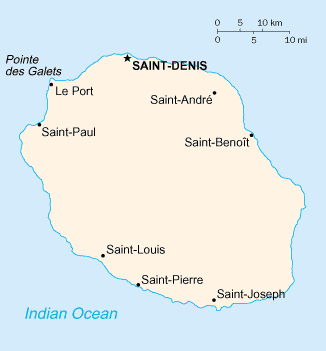
Île Bonaparte (La Réunion).

Profitant du retour de la Caroline et de ses prises, Rowley organise la première action coordonnée des forces britanniques. L'attaque de Sainte-Rose a peu avant permis de tester l'efficacité des défenses françaises. La frégate française à l'abri sous les canons de Saint-Paul est une cible tentante, et une force d'environ 600 soldats, marins et Royal Marines, sous le commandement de Keating et de Willoughby, débarque sur l'île Bonaparte et contourne les fortifications de la ville, les prenant à revers au lever du jour. Capturant chaque point stratégique, tout en repoussant les tentatives de contre-attaque des troupes françaises, les Britanniques neutralisent les batteries surplombant le port, permettant à Rowley d'acheminer le reste de son escadre directement dans le port et de commencer à bombarder les bateaux qui sont au mouillage. Les officiers navals français, en sous-nombre et lâchés par leurs forces terrestres, échouent leurs vaisseaux sur la rive et les y abandonnent, permettant à Rowley de s'emparer de la Caroline, des deux Indiamen saisis, et d'un grand nombre de petites unités. Les tentatives françaises pour reprendre la ville sont minées par l'échec du commandant de l'île, le général Des Bruslys, à engager les forces ennemies avec ses troupes. Des Brulys se suicide peu après. La garnison française privée de son chef, une trêve est concédée, laissant le contrôle de la ville aux Britanniques durant cinq jours. Ceux-ci en profitent pour piller les réserves gouvernementales, et détruisent les bâtiments officiels. Puis Rowley et toutes ses forces partent de Saint-Paul le 28 septembre. En récompense de leur succès, Willoughby est fait commandant de la Néréide, tandis que Corbet est renvoyé au Royaume-Uni pour communiquer la nouvelle de la victoire, à bord de la Caroline, rebaptisée HMS Bourbonaise.
Pendant que Rowley attaquait Saint-Paul, Hamelin et ses navires, rejoints par la Bellone, croisent toujours dans le golfe du Bengale. Le 10 octobre, Hamelin attaque le comptoir de la Compagnie des Indes à Tappanooly sur Sumatra, et le brûle entièrement. La population au complet est faite prisonnière, les femmes étant envoyées à Padang dans une petite goélette. Le 2 novembre, l'ancien Revenant de Surcouf, corvette rebaptisé HMS Victor est recapturé par la Bellone après une légère escarmouche ; deux semaines après, Hamelin intercepte un convoi de trois Indiamen (Windham, Streatham - à nouveau - ou United Kingdom selon Hamelin et Charlton ou Charleston), s'en emparant le 18 novembre. Le 22 novembre, la Bellone se saisit d'une frégate portugaise de 52 canons, la Minerva. Ses équipages étant éparpillés sur les différentes prises, et la saison des cyclones approchant rapidement, Hamelin commande le retour à l'île de France. En chemin, le convoi est frappé par une tempête, et dispersé. La Manche est fortement endommagée, et la Vénus, particulièrement touchée, n'est maintenue à flot que grâce à l'aide des prisonniers britanniques à son bord. Le 31 décembre 1809, tous les navires français sont de retour à l'île de France, excepté la prise Windham, qui est recapturée par la frégate HMS Magicienne, arrivant tout juste dans l'océan Indien. Les deux frégates françaises doivent passer en carénage, où l'on détecte des vices importants dans leur construction, selon Decaen.

### Invasion de l'île Bonaparte
Les Français considèrent que les opérations de 1809 ont été couronnées de succès ; Hamelin renforce sa flotte avec une frégate, l’Astrée, la seule à avoir réussi à éviter le blocus britannique des ports français au début de l'année 1810. Le commandant français relance rapidement ses navires en chasse : la Bellone (toujours commandée par Duperré) et la Minerve (l'ex-frégate portugaise Minerva, commandée par le récent capitaine de frégate Pierre Bouvet) repartent de l'île de France le 14 mars pour le golfe du Bengale, devant par la suite longer la côte sud-est de l'Afrique. Malgré l'absence de rencontres initial, la croisière de Duperré lui permet de rencontrer un convoi de trois Indiamen le 3 juillet 1810, capturant deux d'entre eux : le Windham (pour la seconde fois) et le Ceylon.
Peu après le départ de Duperré, une escadre britannique sous le commandement du capitaine Henry Lambert, composée de la Magicienne, de l’Iphigénie et du Léopard arrivent aux abords de l'île de France pour rétablir le blocus. Rowley lui adjoint ensuite la Néréide de Willoughby, avec pour instructions de sillonner les mouillages côtiers de l'île. Le 24 avril, Willoughby aperçoit l’Astrée, et le 30 avril il attaque un mouillage protégé à Jacolet. Sa cible est un gros navire marchand français, couvert par deux batteries et un détachement d'infanterie régulière. Débarquant de nuit sous un feu nourri, les hommes du capitaine de la Néréide s'emparent d'une batterie, repoussent une attaque française sur leur tête de pont, puis prennent la seconde batterie, malgré le franchissement d'un cours d'eau, sous le feu français, à la lumière de l'aube. À leur retour à leurs chaloupes, les marins britanniques sont attaqués par un second détachement français, qu'ils repoussent de plus d'un mile dans les terres. Néanmoins, peu après, Willoughby est blessé sérieusement par l'explosion de son fusil, brisant sa mâchoire. Il est obligé de passer plusieurs mois de soins et de convalescence à Rodrigues.
À la fin de l'été, Rowley est obligé de se priver du Raisonnable et du Léopard, qui sont renvoyés au Royaume-Uni pour réparations. Bien que sa force soit donc réduite à cinq frégates et quelques plus petites unités, le commodore britannique prépare l'invasion de l'île Bonaparte, augmentant notamment le nombre de soldats présents à Rodrigues par des détachements venus de Madras. L'île Bonaparte est la plus petite des deux cibles, et la moins bien défendue, ses défenses ayant été fortement ébranlées par l'attaque sur Saint-Paul l'année précédente. Le 24 juin, Rowley fait revenir la Boadicée et la Néréide à Rodrigues, pour prendre en charge 3 000 hommes commandés par Keating. Retrouvant le reste de son escadre devant Bonaparte, Rowley prépare deux débarquements distincts le 7 juillet sur l'île, de chaque côté de sa capitale Saint-Denis. Avançant rapidement à travers les faibles fortifications, les forces d'invasion britanniques forcent le gouverneur de l'île, le général Sainte-Suzanne, à capituler le jour suivant. Peu après, les vainqueurs libèrent le commandant Matthew Flinders, un explorateur fait prisonnier par Decaen à Port Napoléon en 1803 ; malgré les instructions contraires venues de Napoléon Ier, le gouverneur - peut-être par peur que son infériorité militaire ne s'ébruite - l'avait gardé sous clef. Celui-ci va renseigner amplement Rowley, puis plus tard Bertie, sur les défenses de l'île de France.

### Bataille de Grand Port

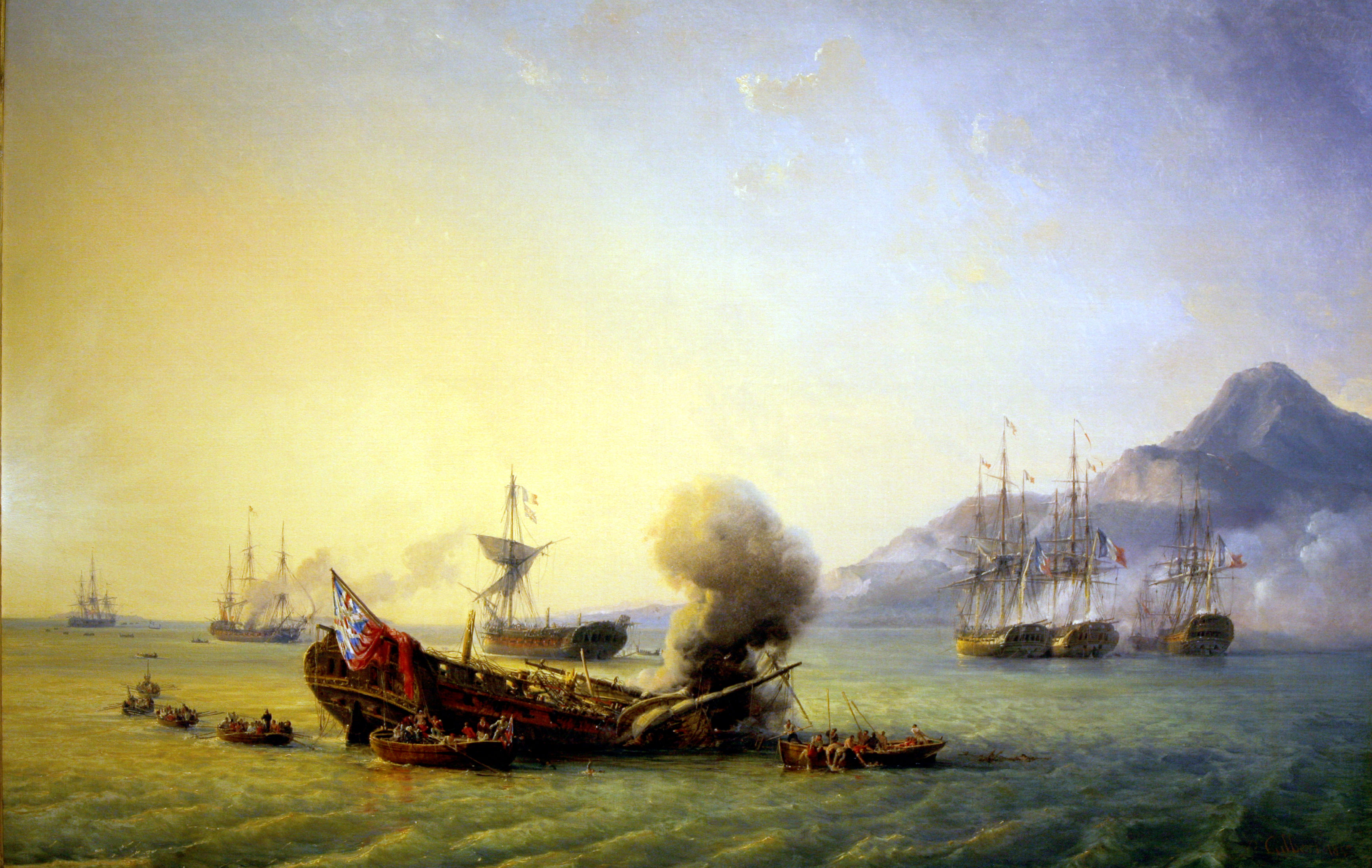
Combat de Grand Port, par Pierre-Julien Gilbert, Musée national de la Marine.

Avant même que la garnison française de l'île Bonaparte ne se rende, les préoccupations de Rowley sont déjà tournées vers l'est, en direction de l'île de France. Le commodore britannique a décidé que la meilleure façon d'éliminer la menace de l'escadre d'Hamelin est de faire le blocus des principaux ports de l'île, en prenant possession des îlots coralliens qui marquent les entrées du port à travers le réseau complexe des récifs coralliens et des passes récifales qui entoure l'île. Ces îlots sont fortifiés, et s'ils tombent dans les mains de la Royal Navy, les navires français ne pourront plus entrer ou sortir du port, bloquant les navires d'Hamelin jusqu'à ce que les forces de Rowley soient prêtes à lancer l'invasion. Ce dernier confie à Samuel Pym, du Sirius, et à Willoughby, de la Néréide, le commandement de l'expédition, avec pour instructions de prendre en premier lieu l'île de la Passe, à l'entrée de Grand Port, sur le sud-est de la côte de l'île de France.
Willoughby fond sur l'île de la Passe le 13 août et la capture, bloquant l'entrée de Grand Port. Tranquillisé de ce côté, Willoughby est libre d'effectuer des raids le long de la côte, tandis que Pym, épaulé par Henry Lambert, de l’Iphigénie, et Lucius Curtis, de la Magicienne, bloque Port Napoléon. Le 20 août, des navires français approchant Grand Port sont signalés : il s'agit de la Bellone, de la Minerve, du Victor, escortant tous trois les prises Windham et Ceylon. Willoughby espère les tromper afin qu'ils approchent par le chenal de l'île de la Passe, dans lequel il pourrait les attaquer et les prendre. En dépit des craintes du capitaine Bouvet, Duperré garde son cap, rassuré par les signaux de reconnaissance qui flottent au-dessus du chenal (Willoughby ayant mis la main sur les livres de codes des Français après sa capture de l'île). Lorsque les Français sont à la hauteur du fort de la Passe, Willoughby ouvre le feu sur les frégates ennemies ; mais l'un des drapeaux tricolores qui était déployé par les Britanniques s'enflamme alors que les troupes de Willoughby le rabattent, et met le feu à un magasin de munitions proche du fort. Le magasin explose, ce qui cause de grands dommages et de nombreuses victimes. Dans la confusion, tous les navires de Duperré - sauf un - arrivent à gagner l'anse de Grand Port.

La bataille de Grand Port. Les bateaux français sont en bleu, les britanniques en rouge.

Willoughby fait alors appel à Pym pour le soutenir ; celui-ci ramène donc le Sirius, l’Iphigénie et la Magicienne pour appuyer la Néréide, et l'escadre lance l'assaut sur Grand Port le 23 août. Mais Pym n'a pas cartographié correctement le chenal, et Duperré a fait enlever toutes les bouées de signalisation ; les navires s'engagent donc pratiquement à l'aveugle dans le réseau corallien. Le Sirius et la Magicienne s'échouent rapidement, tandis que l’Iphigénie échoue à trouver un passage pour se rapprocher des navires français. Seule la Néréide atteint l'escadre française, attaquant avec tant de fougue que ses opposants s'éloignent promptement vers la terre, ne laissant derrière eux que la Bellone pour s'opposer à la frégate britannique. Un tir heureux venu de la Bellone coupe l'un des câbles d'ancrage de la Néréide, qui commence à dériver, présentant sa poupe aux canons français qui lui assènent des tirs en enfilade de façon répétée. Willoughby parvient à restreindre les effets de ce pilonnage en coupant l'autre câble d'ancrage, ce qui ramène certains de ses canons à portée des Français, mais le combat est d'ores et déjà perdu. Dans les heures suivantes, sa frégate est martelée par les navires français et les batteries côtières, la transformant en un ponton démâté et rompu, près de 220 membres de son équipage étant tués ou blessés.
La Néréide se rend le 24 août au matin, et dans les trois jours suivants, la Magicienne et le Sirius sont abandonnés par leurs équipages et incendiés pour éviter leur capture par les marins français. Au matin du 28 août, l’Iphigénie, chargée des survivants des frégates brûlées, se retrouve face à l'escadre d'Hamelin, qui a mis sept jours pour venir de Port Napoléon. Écrasé par le surnombre, Lambert n'a pas d'autre choix que de se rendre, mettant une fin à la plus grande défaite navale britannique de la guerre. Rowley survient à bord de la Boadicée le 29 août, mais n'a plus la possibilité de renverser le cours des événements, et est poursuivi par Hamelin sur la Vénus en retournant à Saint-Denis. Forcé à la défensive, Rowley envoie des messages d'alerte à Rodrigues, Le Cap et Madras, demandant des renforts d'urgence, tandis que du côté français, Bouvet commence le blocus de l'île Bonaparte pour y piéger la frégate de la Royal Navy.

### Capture de l'île de France
La situation britannique semble encore empirer lorsque, le 13 septembre, Corbet, venant de Rodrigues et commandant la frégate Africaine, est attaqué et capturé par les frégates de Bouvet, l’Iphigénie et l’Astrée. Réputé être un commandant profondément impopulaire auprès de ses équipages, la mort de Corbet au cours de l'affrontement fait naître des rumeurs concernant son suicide ou son assassinat par son propre équipage. Rowley arrive à recapturer l’Africaine le jour suivant. Mais le 18 septembre, Hamelin capture le Ceylon (réquisitionné précédemment par la Navy), avec à son bord le général Abercromby, commandant l'armée d'invasion de l'île de France, son état-major et ses fonds. Rowley parvient à nouveau à récupérer le Ceylon, et le combat qui en découle endommage tellement la Vénus qu'elle ne peut échapper à la Boadicée. La frégate britannique arraisonne la française, Hamelin étant alors fait prisonnier à son bord.

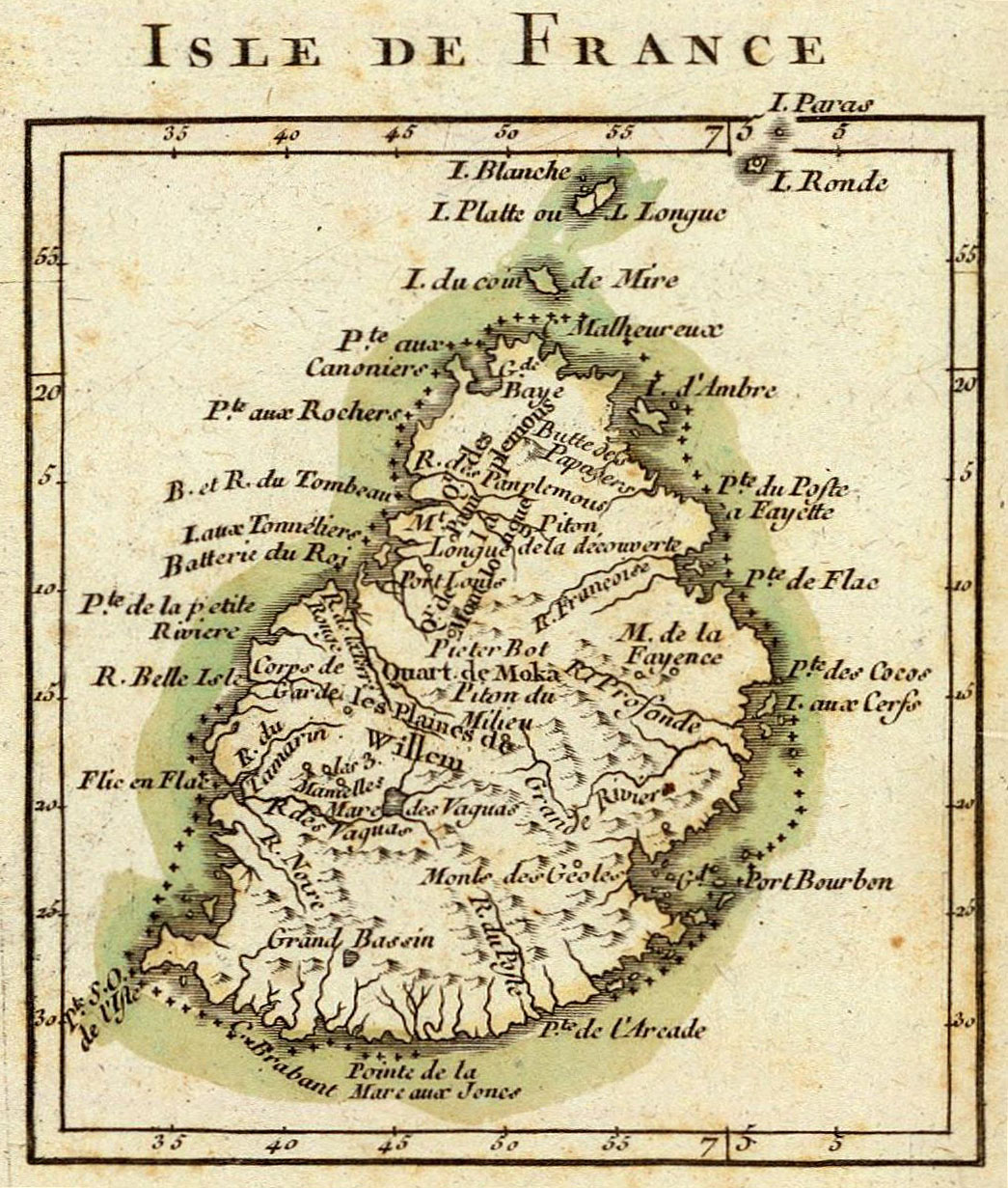
Isle de France, 1791

En réponse aux appels à l'aide de Rowley, de nouvelles forces se dirigent vers Rodriguez entre septembre et novembre 1810, venant de Madras, de Bombay ou du Cap. Les navires de guerre se joignent à l'escadre de Rowley croisant dans les parages de l'île de France, tandis que les soldats vont grossir le contingent déjà présent sur Rodrigues. C'est la défaite de Grand Port et les lourdes pertes de la compagnie des Indes qui sont les causes principales de cet important et rapide renfort, qui exprime la volonté des autorités du Royaume-Uni de mettre fin à la menace française dans cet océan avant que la saison des cyclones ne rende la navigation trop dangereuse. En soit, cette menace est déjà considérablement réduite : les dégâts subis par les vaisseaux français à Grand Port et pendant les affrontements de septembre ne seront pas réparables compte tenu des faibles réserves de matériel naval présentes sur la dernière île contrôlée. Les prisonniers britanniques présents sur cette île font également baisser rapidement les réserves de nourriture, et le moral est au plus bas depuis la capture du commandant français.
Fin novembre 1810, la force d'invasion est réunie, et le vice admiral Bertie en prend le commandement à Rodrigues. Après consultation de ses commandants, Bertie décide de débarquer à Grand Baie, au nord de la capitale de l'île. Le débarquement en lui-même serait dirigé par Philip Beaver, du Nisus, et les premières troupes engagées seraient une avant-garde commandée par Keating, et une brigade navale conduite par le capitaine Montagu. Cette armée devrait progresser sur Port Napoleon, soutenue par le débarquement les jours suivants de la force principale, sous les ordres du général Abercomby. Au total, c'est près de 7 000 hommes qui mettraient pied sur cette terre, bien supérieurs en nombre à la petite troupe de Decaen, qui ne comprend que 1 300 soldats. Les Britanniques espèrent ainsi forcer un dénouement rapide avant l'arrivée des cyclones de décembre.
Partant de Rodrigues le 22 novembre, les 70 vaisseaux de la flotte d'invasion de la Royal Navy atteignent Grand Baie le 29 novembre. Les Français ne tentent pas de résister au débarquement, et Keating avance rapidement en direction de la capitale, les miliciens mobilisés hâtivement reculant devant la poussée britannique. Le 30 novembre, Keating traverse la rivière du Tombeau sur les talons des miliciens ; dans la soirée, ses unités avancées accrochent la garnison de Decaen, à quelques miles de la capitale. Le matin suivant, le commandant des troupes françaises, Lubin Martin Vandermaesen prend position hors de la ville, formant la ligne sur une éminence afin de stopper l'avance de Keating. Engageant le centre du dispositif français, Keating utilise sa supériorité numérique pour déborder et battre les forces de Vandermaesen ; la ville tombe peu après. Un cessez-le-feu est accordé le 2 décembre, et Decaen capitule le lendemain, obtenant que lui et ses hommes soient rapatriés en France avec l'ensemble de leurs armes.

### Fin de la campagne
La chute de l'île de France marque la fin de la campagne de la Royal Navy, et voit six frégates et plus de 200 canons tomber dans les mains des Britanniques, sans compter le contrôle de l'île elle-même, bien vite rebaptisée Maurice, son nom néerlandais originel. L'île passe sous le contrôle du Royaume-Uni, qu'elle ne quittera qu'à son indépendance en 1968. Les forces d'invasion repartent peu à peu, et le commandement de l'île est remis au capitaine Beaver, qui envoie des navires détruire les ports français de Madagascar et des Seychelles. Le gouvernement français, ignorant tout des événements, envoie une escadre de renforts en février 1811, dirigée par le capitaine François Roquebert, et transportant assez de matériel pour réparer les avaries potentielles de l'escadre d'Hamelin. Roquebert arrive le 6 mai en vue de Grand Port, et est aussitôt attaqué par les Britanniques, qui le forcent à s'enfuir vers l'ouest de l'océan Indien. Faisant halte à Tamatave, sur Madagascar, les navires français sont à nouveau attaqués et capturés le 20 mai par des vaisseaux commandés par le capitaine Schomberg. Durant cette bataille, les vents très faibles obligent les combattants à rester encalminés en attendant une brise plus forte pour reprendre le combat. Roquebert est tué à bord de la Renommée, qui servira ensuite la Royal Navy sous le nom de Java.
Deux frégates y sont donc perdues par les Français, ce qui amène à dix le nombre de frégates de la Marine française détruites ou capturées. Cette dernière défaite marque la fin des tentatives napoléoniennes de désorganiser le commerce britannique avec les Indes. Les seuls ports qui ne sont pas soumis à l'autorité du Royaume-Uni sont les rares colonies hollandaises sur Java, qui sont les prochaines cibles des attaques de la Navy dans cet océan. La campagne de l'île Maurice a également de fortes conséquences sur la stratégie régionale adoptée par les Britanniques. Protégés par la présence de bases stratégiques tout le long de leurs routes commerciales navales (Le Cap, Rodrigues, Maurice, Java), les convois de la Compagnie des Indes n'ont plus besoin du secours de la Royal Navy, qui peut s'atteler à d'autres tâches dans le reste du monde. Les Britanniques se permettent même de rendre l'île Bourbon (ex-île Bonaparte) au royaume de France en 1814, après l'abdication de Napoléon Ier.

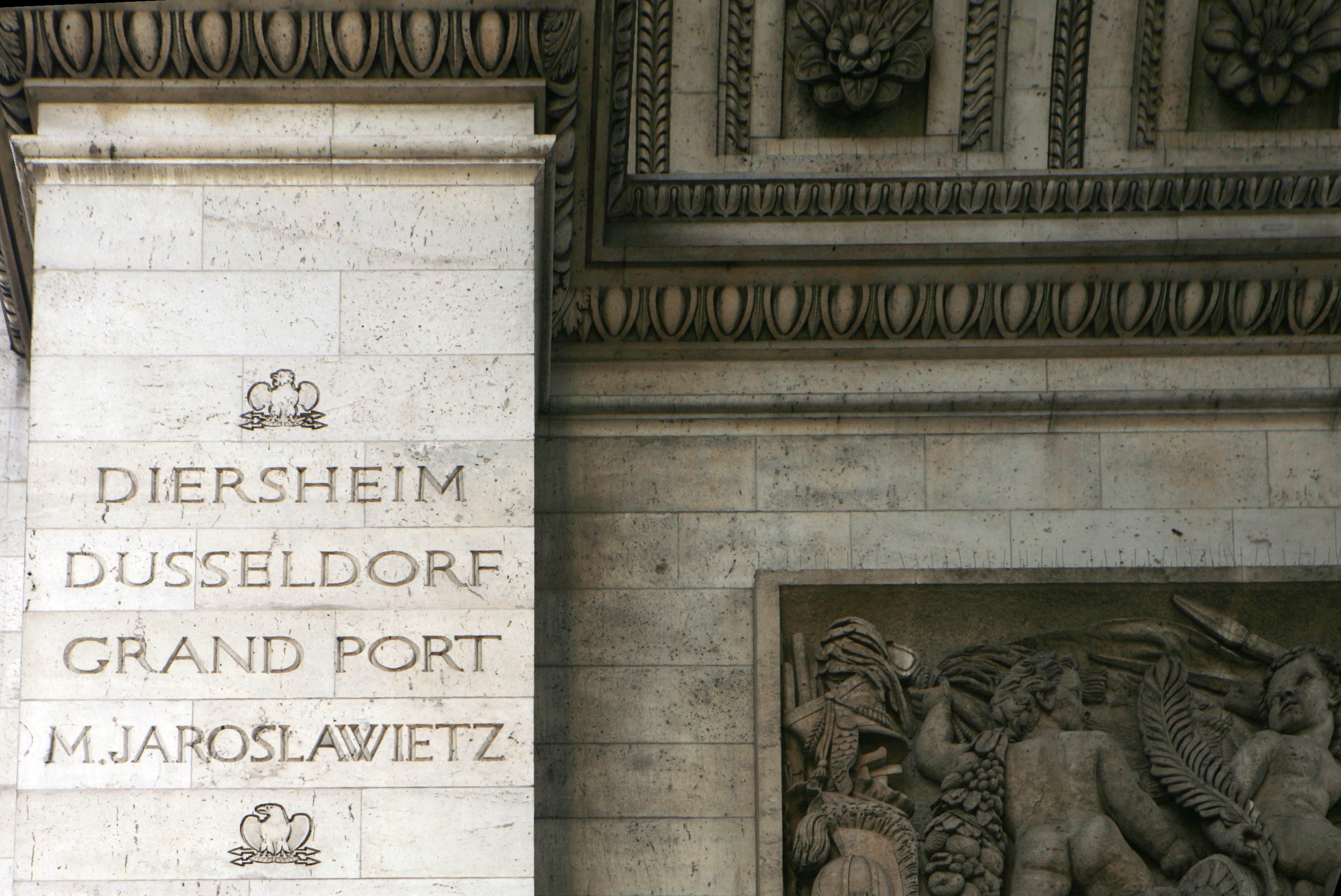
Inscription de la bataille de Grand Port sur l'un des piliers de l'Arc de triomphe de l'Étoile à Paris.

Victorieux, Bertie et Rowley sont tous deux faits baronnets pour les récompenser des efforts déployés durant cette campagne. En France, malgré la défaite finale, Hamelin est récompensé pour les services rendus : nommé commandeur de la Légion d'honneur le 20 décembre 1810, baron d'Empire le 19 juillet 1811 et contre-amiral le 15 septembre.

## Hommage
Le nom de la bataille de Grand Port est gravée avec les autres victoires de la République et de l'Empire sur l'arc de triomphe de l'Étoile, à Paris - c'est d'ailleurs la seule bataille navale qui y soit inscrite.

## Dans la culture populaire

### Littérature

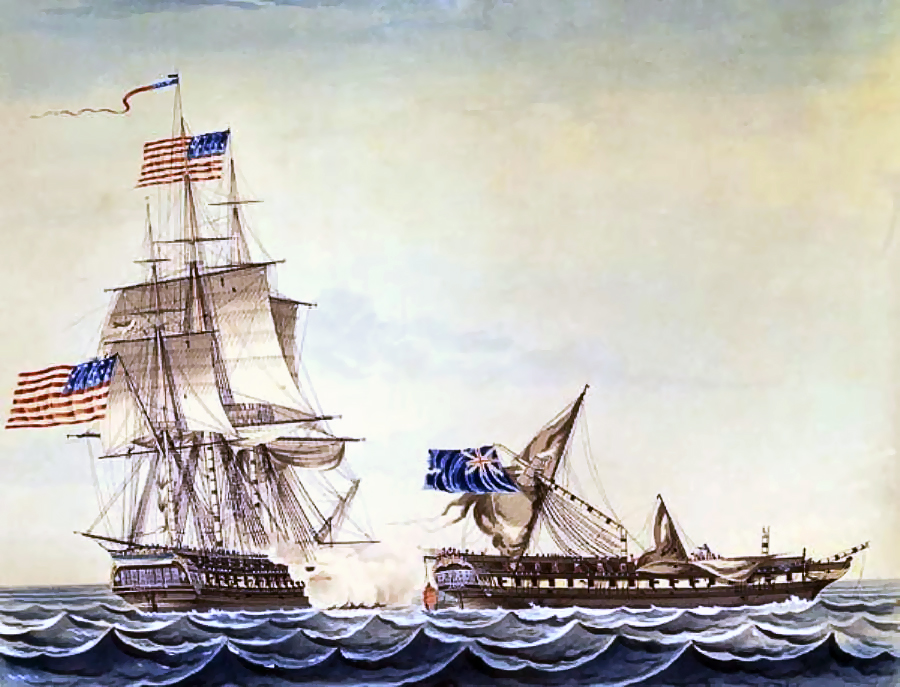
La HMS Java détruite par l'USS Constitution.

Alexandre Dumas décrit la campagne (notamment la bataille de Grand Port) du point de vue français dans son roman Georges (1843), en y précisant également les différences sociales de l'île.
Patrick O'Brian consacre à ces opérations l'entièreté de son roman Expédition à l'île Maurice (1977), quatrième volume des Aubreyades. Dans le sixième volume, Fortune de guerre, les héros d'O'Brian seront recueillis à bord de la Java, prise lors de la bataille de Tamatave, avant de la voir détruite par la Constitution américaine.